# Stora novellfilmspriset
Stora novellfilmspriset var ett pris för bästa svenska novellfilm vid Göteborgs filmfestival. Tävlingen arrangerades av Sveriges Television och Svenska Filminstitutet mellan 2003 och 2014. Prissumman var på 200 000 kronor. Priset ersattes 2014 med initiativet Moving Sweden, en produktionsinitiativ i vilket filmerna tilläts bli ännu lite längre.

## Pristagare
Följande filmer har tilldelats priset:
| År   | Film            | Regissör                            |
| ---- | --------------- | ----------------------------------- |
| 2003 | Den andra sidan | Korosh Mirhosseini                  |
| 2004 | Fragile         | Jens Jonsson                        |
| 2005 | Ryppar          | Anna Hylander och Emiliano Goessens |
| 2006 | Weekend         | Henrik Andersson                    |
| 2007 | Lucky Blue      | Håkon Liu                           |
| 2008 | Borta bra       | Ulf Friberg                         |
| 2009 | Lidingöligan    | Maja Lindström Kling                |
| 2010 | Höstmannen      | Jonas Selberg Augustsén             |
| 2011 | In              | Adam Berg                           |
| 2012 | Som en Zorro    | Linda-Maria Birbeck                 |
| 2013 | Vatten          | Niclas Larsson                      |
| 2014 | Vännerna        | Beata Gårdeler                      |